# Paul de Man
Paul de Man (ur. 6 grudnia 1919 w Antwerpii, zm. 21 grudnia 1983 w New Haven) – belgijski literaturoznawca, krytyk literacki i filozof.

## Życiorys
Dzieciństwo i czasy studenckie spędził w Belgii. Studia ukończył w 1942, po czym zajmował się przekładem i pisarstwem. Od 1940 do 1942 współpracował z pronazistowskim pismem Le Soir. W 1947 wyemigrował do Stanów Zjednoczonych, gdzie obronił doktorat na Uniwersytecie Harvarda. Od 1970 do śmierci wykładał na Uniwersytecie Yale. 

## Tłumaczenia na j. polski
- Ideologia estetyczna, tł. Artur Przybysławski, Gdańsk 2000, Wydawnictwo Słowo/Obraz Terytoria, ISBN 83-88560-75-1
- Alegorie czytania: język figuralny u Rousseau, Nietzschego, Rilkego i Prousta, tł. Artur Przybysławski, Kraków 2004, Wydawnictwo Universitas, ISBN 83-242-0260-9